# Supercupa Europei 2010
Supercupa Europei 2010 a fost a 35-a ediție a Supercupei Europei. A avut loc la Stade Louis II în Monaco pe 27 august 2010. Meciul s-a jucat între Internazionale, care a câștigat Liga Campionilor UEFA 2009-2010 și Atlético Madrid, care a câștigat UEFA Europa League 2009-2010. Niciuna dintre echipe nu a mai jucat în Supercupa Europei. Ca parte a unui proces, care a început în UEFA Europa League 2009-2010, doi arbitri suplimentari au fost puși pe linia porții.

## Preambul
Pentru prima oară de când Chelsea a jucat cu Real Madrid în 1998, ambele echipe jucau pentru prima oară în Supercupa Europei. Internazionale a ajuns în Supercupă după ce a câștigat Liga Campionilor UEFA 2009-2010, învingând Bayern München 2-0 în finală pe Stadionul Santiago Bernabéu în Madrid, în timp ce Atlético Madrid a învins Fulham 2-1 în Finala UEFA Europa League 2010 pe HSH Nordbank Arena în Hamburg.

## Înainte de meci

### Stadion și bilete
Stadionul Louis II din Monaco a fost locul de desfășurare al Supercupei Europei în fiecare an din 1998. Construit în 1985, stadionul este de asemenea locul unde joacă meciurile de acasă AS Monaco.
Aproximativ 30% din cele 18.500 de locuri din stadion au fost rezervate pentru fanii ambelor echipe implicate; aceste bilete puteau fi cumpărate de la ambele cluburi. Aproximativ 1.500 de bilete rămase au fost vândute publicului larg prin intermediul site-ului UEFA de pe 5 iulie 2010 până pe 16 iulie.

## Meci

### Detalii
| 28 august 2010 21:45 | Internazionale | 0-2    | Atlético Madrid      | Stade Louis II, Monaco Spectatori: 17.265 Arbitru: Massimo Busacca (Elveția) |
| 28 august 2010 21:45 |                | Report | Reyes 62' Agüero 83' | Stade Louis II, Monaco Spectatori: 17.265 Arbitru: Massimo Busacca (Elveția) |

| Internazionale | Atlético Madrid |

| INTERNAZIONALE: |    |                    |       |     |
|                 |    |                    |       |     |
| P               | 1  | Júlio César        |       |     |
| F               | 13 | Maicon             |       |     |
| F               | 25 | Wálter Samuel      | 90+2' |     |
| F               | 6  | Lúcio              |       |     |
| F               | 26 | Cristian Chivu     |       |     |
| M               | 5  | Dejan Stanković    |       | 68' |
| M               | 4  | Javier Zanetti (c) |       |     |
| M               | 19 | Esteban Cambiasso  |       |     |
| M               | 10 | Wesley Sneijder    |       | 79' |
| M               | 9  | Samuel Eto'o       |       |     |
| A               | 22 | Diego Milito       |       |     |
| Rezerve:        |    |                    |       |     |
| P               | 12 | Luca Castellazzi   |       |     |
| F               | 2  | Iván Córdoba       |       |     |
| F               | 23 | Marco Materazzi    |       |     |
| M               | 17 | McDonald Mariga    |       |     |
| M               | 29 | Philippe Coutinho  |       | 79' |
| A               | 27 | Goran Pandev       |       | 68' |
| A               | 88 | Jonathan Biabiany  |       |     |
| Antrenor:       |    |                    |       |     |
| Rafael Benítez  |    |                    |       |     |

| ATLÉTICO MADRID:      |    |                    |     |       |
|                       |    |                    |     |       |
| P                     | 13 | David de Gea       |     |       |
| F                     | 17 | Tomáš Ujfaluši     |     |       |
| F                     | 21 | Luis Perea         |     |       |
| F                     | 15 | Diego Godín        |     |       |
| F                     | 18 | Álvaro Domínguez   |     |       |
| M                     | 12 | Paulo Assunção     |     |       |
| M                     | 19 | José Antonio Reyes |     | 69'   |
| M                     | 8  | Raúl García        | 89' |       |
| M                     | 20 | Simão (c)          | 85' | 90+1' |
| A                     | 10 | Sergio Agüero      |     |       |
| A                     | 7  | Diego Forlán       |     | 82'   |
| Rezerve:              |    |                    |     |       |
| P                     | 27 | Joel               |     |       |
| F                     | 3  | Antonio López      |     |       |
| M                     | 4  | Mario Suárez       |     |       |
| M                     | 6  | Ignacio Camacho    |     | 90+1' |
| M                     | 9  | José Manuel Jurado |     | 82'   |
| M                     | 11 | Fran Mérida        |     | 69'   |
| A                     | 22 | Diego Costa        |     |       |
| Antrenor:             |    |                    |     |       |
| Quique Sánchez Flores |    |                    |     |       |

| Omul meciului: José Antonio Reyes (Atlético Madrid) Arbitrii asistenți: Matthias Arnet (Elveția) Manuel Navarro (Elveția) Arbitrii asistenți suplimentari: Stephan Studer (Elveția) Cyril Zimmermann (Elveția) Arbitrul de rezervă: Sascha Kever (Elveția) |

### Statistică
|                   | Internazionale | Atlético Madrid |
| ----------------- | -------------- | --------------- |
| Goluri marcate    | 0              | 0               |
| Total șuturi      | 5              | 5               |
| Șuturi pe poartă  | 0              | 0               |
| Posesia mingii    | 46%            | 54%             |
| Cornere           | 4              | 3               |
| Faulturi comise   | 6              | 8               |
| Offsides          | 3              | 1               |
| Cartonașe galbene | 0              | 0               |
| Cartonașe roșii   | 0              | 0               |

|                   | Internazionale | Atlético Madrid |
| ----------------- | -------------- | --------------- |
| Goluri marcate    | 0              | 2               |
| Total șuturi      | 6              | 7               |
| Șuturi pe poartă  | 2              | 7               |
| Posesia mingii    | 58%            | 42%             |
| Cornere           | 5              | 1               |
| Faulturi comise   | 6              | 13              |
| Offsides          | 2              | 1               |
| Cartonașe galbene | 1              | 2               |
| Cartonașe roșii   | 0              | 0               |

|                   | Internazionale | Atlético Madrid |
| ----------------- | -------------- | --------------- |
| Goluri marcate    | 0              | 2               |
| Total șuturi      | 11             | 12              |
| Șuturi pe poartă  | 2              | 7               |
| Posesia mingii    | 52%            | 48%             |
| Cornere           | 9              | 4               |
| Faulturi comise   | 12             | 21              |
| Offsides          | 5              | 2               |
| Cartonașe galbene | 1              | 2               |
| Cartonașe roșii   | 0              | 0               |